# Brad Binder
Brad Binder (Potchefstroom, Sudáfrica, 11 de agosto de 1995) es un piloto sudafricano de motociclismo. Ha sido campeón del Campeonato del Mundo de Motociclismo de Moto3 en 2016, y tercero y subcampeón de Moto2 en 2018 y 2019 respectivamente. Desde 2020 compite en la categoría de MotoGP con el equipo Red Bull KTM Factory Racing, resultando quinto en 2023 y 2024 como mejor resultado.
Su hermano menor, Darryn, también es piloto en la división menor del Campeonato Mundial de Motociclismo.

## Biografía
Comenzó su carrera en kartings en 2003. En 2005 pasa a las dos ruedas, de inmediato gana varios títulos en las categorías de 50, 125 y 150cc. En 2008 debuta en el plano internacional, compitiendo en la Aprilia Superteens Series, una competencia británica. En la primera carrera termina en el segundo lugar, pero el segunda carrera se cayó. En 2009 corre en la Red Bull Rookies Cup concluyendo 14.º, en 2010 concluye 5.º y en 2011 7.º.

### 125cc
En 2011 hace su debut en el Campeonato Mundial de 125cc en el Gran Premio de Indianápolis con la Aprilia del RW Racing GP, en sustitución del lesionado Luis Salom. Desde el Gran Premio de Japón al Gran Premio de la Comunidad Valenciana sustituyó a Miguel Oliveira en el equipo Andalucía Banca Cívica, no consiguió puntos.

### Moto3
En 2012 corre en la nueva clase Moto3 en el equipo RW Racing GP, quien le confió una Kalex KTM; como compañero de equipo de Luis Salom. Obtuvo su mejor resultado en Valencia al terminar en cuarto lugar y finalizó la temporada en 21.º lugar con 24 puntos.
En 2013 pasa al equipo Ambrogio Racing, que inicialmente le asigna una Suter MMX3 y, a partir del Gran Premio de San Marino, una Mahindra MGP3O. Obtiene su mejor resultado en el Gran Premio de España al finalizar en el cuarto lugar y terminó la temporada en el 13.º puesto con 66 puntos.
En 2014 se mantuvo en el Ambrogio Racing; su nuevo compañero de equipo fue Jules Danilo. En el Gran Premio de Alemania consiguió el primer podio de su carrera y en el contexto del campeonato, hacia 29 años que un piloto sudafricano no conseguía un podio en el Campeonato del Mundo desde Mario Rademeyer en el Gran Premio de Sudáfrica de 250cc de 1985 celebrado en Kyalami. Además consiguió otro podio al terminar tercero en el Gran Premio de Japón. Terminó la temporada en la 11.º posición con 109 puntos.
En 2015 pasó al equipo Red Bull KTM Ajo, teniendo como compañeros de equipo a Karel Hanika y Miguel Oliveira. Obtiene un segundo lugar en Malasia, y tres terceros lugares (España, República Checa y Australia). Terminó la temporada en el sexto lugar con 159 puntos.
En 2016 se mantuvo en el Red Bull KTM Ajo, su nuevo compañero de equipo fue el neerlandés Bo Bendsneyder. Obtuvo un segundo puesto en Catar, dos terceros lugares (Argentina y las Américas) y una pole en la Argentina. En Jerez calificó segundo, pero una penalización hizo que largara desde el último lugar (35.ª). Después de una gran remontada ganó el gran premio, la primera victoria de su carrera mundialista. Ganó también en Francia e Italia. En Cataluña ocupó el segundo lugar después de salir desde la pole. En Austria ocupó el segundo lugar. Obtuvo la pole position en la República Checa. Ganó en Gran Bretaña. En el Gran Premio de San Marino ganó después de salir desde la pole. El 25 de septiembre de 2016 finalizó segundo en Aragón y se consagró Campeón del mundo de Moto3. Fue segundo en Japón. En Australia ganó después de salir desde la pole. Obtuvo la pole position en Malasia y terminó la temporada ganando la última carrera en Valencia.

### Moto2
En 2017, Binder pasó a Moto2 con el Red Bull KTM Ajo; su compañero de equipo al igual que en la temporada 2015 de Moto3 fue Miguel Oliveira. Obtuvo su primer podio en la categoría en Australia, donde quedó en el segundo lugar detrás de su compañero Oliveira, consiguiendo además la vuelta rápida en carrera. Una semana después en el Gran Premio de Malasia volvió a subir al podio al terminar segundo otra vez por detrás de Oliveira. Su último podio de la temporada llegó en la carrera final en Valencia, donde terminó tercero detrás de Miguel Oliveira, ganador de la carrera y de Franco Morbidelli. Esta temporada se vio obligado a perderse el Gran Premio de las Américas, España y Francia debido a una recaída de un accidente sufrido en noviembre de 2016.  Su lugar en el equipo, durante esas carreras fue ocupado por el español Ricard Cardús. Terminó su primera temporada en Moto2 en la octava posición con 125 puntos.
En 2018, se mantuvo en el mismo equipo y con el mismo compañero de equipo. Consiguió su primera victoria en la categoría en Alemania, donde se impuso a Joan Mir por 0.779 milésimas. Su segunda victoria llegó en Aragón, donde el sábado logró su primera pole position en Moto2 y el domingo superó al futuro campeón Francesco Bagnaia. Su tercera y última victoria de la temporada llegó en Australia donde se impuso nuevamente a Joan Mir en esta oportunidad por solo 0.036 milésimas. Terminó la temporada en el tercer puesto detrás del campeón Francesco Bagnaia y de su compañero de equipo Miguel Oliveira.
En 2019, Binder corrió por tercera temporada consecutiva con el Red Bull KTM Ajo, su nuevo compañero de equipo fue el campeón de Moto3 de 2018 Jorge Martín.

### MotoGP
El 10 de julio de 2019, KTM anunció oficialmente que Binder ascendería con ellos a MotoGP en 2020 en su equipo satélite el Red Bull KTM Tech 3.
En la temporada 2020 logró una victoria y a su vez se subió al podio en Brno.
En la temporada 2021 vuelve a tener una victoria  y en paralelo subirse al podio el 15 de agosto en el GP de Austria.

## Resultados

### Campeonato del Mundo de Motociclismo
Sistema de puntuación de 1993 hasta 2022:
| Posición | 1.º | 2.º | 3.º | 4.º | 5.º | 6.º | 7.º | 8.º | 9.º | 10.º | 11.º | 12.º | 13.º | 14.º | 15.º |
| Puntos   | 25  | 20  | 16  | 13  | 11  | 10  | 9   | 8   | 7   | 6    | 5    | 4    | 3    | 2    | 1    |

Sistema de puntuación desde 2023 en adelante:
| Posición       | 1.º | 2.º | 3.º | 4.º | 5.º | 6.º | 7.º | 8.º | 9.º | 10.º | 11.º | 12.º | 13.º | 14.º | 15.º |
| Puntos         | 25  | 20  | 16  | 13  | 11  | 10  | 9   | 8   | 7   | 6    | 5    | 4    | 3    | 2    | 1    |
| Carrera sprint | 12  | 9   | 7   | 6   | 5   | 4   | 3   | 2   | 1   |      |      |      |      |      |      |

#### Por categoría
| Cat.   | Temporadas    | 1.er Gran Premio  | 1.er Podio      | 1.ª Victoria    | Carreras | Victorias | Podios | Poles | V.Ráp. | Pts. | CM |
| ------ | ------------- | ----------------- | --------------- | --------------- | -------- | --------- | ------ | ----- | ------ | ---- | -- |
| 125cc  | 2011          | Indianápolis 2011 |                 |                 | 5        | 0         | 0      | 0     | 0      | 0    | 0  |
| Moto3  | 2012–2016     | Catar 2012        | Japón 2014      | España 2016     | 88       | 7         | 20     | 6     | 7      | 677  | 1  |
| Moto2  | 2017-2019     | Catar 2017        | Australia 2017  | Alemania 2018   | 52       | 8         | 15     | 1     | 3      | 585  | 0  |
| MotoGP | 2020-presente | España 2020       | Rep. Checa 2020 | Rep. Checa 2020 | 84       | 2         | 11     | 0     | 4      | 863  | 0  |
| Total  | 2011–Presente | 2011–Presente     | 2011–Presente   | 2011–Presente   | 229      | 17        | 46     | 7     | 14     | 2126 | 1  |

#### Por temporada
| Año   | Cat.   | Moto        | Equipo                      | N.º   | Carreras | Victorias | Podios | Poles | V.Ráp. | Pts. | Pos. |
| ----- | ------ | ----------- | --------------------------- | ----- | -------- | --------- | ------ | ----- | ------ | ---- | ---- |
| 2011  | 125cc  | Aprilia     | RW Racing GP                | 14    | 5        | 0         | 0      | 0     | 0      | 0    | NC   |
| 2011  | 125cc  | Aprilia     | Andalucía Banca Cívica      | 14    | 5        | 0         | 0      | 0     | 0      | 0    | NC   |
| 2012  | Moto3  | Kalex KTM   | RW Racing GP                | 41    | 17       | 0         | 0      | 0     | 0      | 24   | 21.º |
| 2013  | Moto3  | Suter Honda | Ambrogio Racing             | 41    | 17       | 0         | 0      | 0     | 0      | 66   | 13.º |
| 2013  | Moto3  | Mahindra    | Ambrogio Racing             | 41    | 17       | 0         | 0      | 0     | 0      | 66   | 13.º |
| 2014  | Moto3  | Mahindra    | Ambrogio Racing             | 41    | 18       | 0         | 2      | 0     | 1      | 109  | 11.º |
| 2015  | Moto3  | KTM         | Red Bull KTM Ajo            | 41    | 18       | 0         | 4      | 0     | 3      | 159  | 6.º  |
| 2016  | Moto3  | KTM         | Red Bull KTM Ajo            | 41    | 18       | 7         | 14     | 6     | 3      | 319  | 1.º  |
| 2017  | Moto2  | KTM         | Red Bull KTM Ajo            | 41    | 15       | 0         | 3      | 0     | 2      | 125  | 8.º  |
| 2018  | Moto2  | KTM         | Red Bull KTM Ajo            | 41    | 18       | 3         | 3      | 1     | 1      | 201  | 3.º  |
| 2019  | Moto2  | KTM         | Red Bull KTM Ajo            | 41    | 19       | 5         | 9      | 0     | 0      | 259  | 2.º  |
| 2020  | MotoGP | KTM         | Red Bull KTM Factory Racing | 33    | 14       | 1         | 1      | 0     | 2      | 87   | 11.º |
| 2021  | MotoGP | KTM         | Red Bull KTM Factory Racing | 33    | 18       | 1         | 1      | 0     | 0      | 151  | 6.º  |
| 2022  | MotoGP | KTM         | Red Bull KTM Factory Racing | 33    | 20       | 0         | 3      | 0     | 1      | 188  | 6.º  |
| 2023  | MotoGP | KTM         | Red Bull KTM Factory Racing | 33    | 20       | 0         | 5      | 0     | 1      | 293  | 4.º  |
| 2024  | MotoGP | KTM         | Red Bull KTM Factory Racing | 33    | 20       | 0         | 1      | 0     | 0      | 217  | 5.º  |
| 2025  | MotoGP | KTM         | Red Bull KTM Factory Racing | 33    |          |           |        |       |        | *    | *    |
| Total | Total  | Total       | Total                       | Total | 237      | 17        | 46     | 7     | 14     | 2198 |      |

- * Temporada en curso.

#### Carreras por año
| Año  | Cat.   | Moto        | 1       | 2        | 3         | 4        | 5       | 6        | 7         | 8        | 9        | 10       | 11       | 12      | 13     | 14       | 15      | 16       | 17       | 18       | 19       | 20     | 21  | 22  | Pos. | Pts. |
| ---- | ------ | ----------- | ------- | -------- | --------- | -------- | ------- | -------- | --------- | -------- | -------- | -------- | -------- | ------- | ------ | -------- | ------- | -------- | -------- | -------- | -------- | ------ | --- | --- | ---- | ---- |
| 2011 | 125cc  | Aprilia     | QAT     | SPA      | POR       | FRA      | CAT     | GBR      | NED       | ITA      | GER      | CZE      | IND 17   | RSM     | ARA    | JPN 20   | AUS 21  | MAL Ret  | VAL Ret  |          |          |        |     |     | NC   | 0    |
| 2012 | Moto3  | Kalex KTM   | QAT Ret | SPA Ret  | POR 11    | FRA Ret  | CAT Ret | GBR 17   | NED 20    | GER Ret  | ITA 24   | IND Ret  | CZE 20   | RSM 16  | ARA 16 | JPN Ret  | MAL 12  | AUS 14   | VAL 4    |          |          |        |     |     | 21.º | 24   |
| 2013 | Moto3  | Suter Honda | QAT 12  | AME 9    | SPA 4     | FRA 8    | ITA 14  | CAT 12   | NED 15    | GER 9    | IND Ret  | CZE Ret  | GBR Ret  |         |        |          |         |          |          |          |          |        |     |     | 13.º | 66   |
| 2013 | Moto3  | Mahindra    |         |          |           |          |         |          |           |          |          |          | RSM 18   | ARA 12  | MAL 11 | AUS 15   | JPN 10  | VAL 12   |          |          |          |        |     |     | 13.º | 66   |
| 2014 | Moto3  | Mahindra    | QAT 15  | AME Ret  | ARG 14    | SPA Ret  | FRA 14  | ITA 9    | CAT 6     | NED 9    | GER 2    | IND 9    | CZE 6    | GBR 15  | RSM 6  | ARA 8    | JPN 3   | AUS 15   | MAL Ret  | VAL 9    |          |        |     |     | 11.º | 109  |
| 2015 | Moto3  | KTM         | QAT 10  | AME 5    | ARG 5     | SPA 3    | FRA Ret | ITA 10   | CAT 9     | NED 7    | GER 7    | IND 8    | CZE 3    | GBR Ret | RSM 5  | ARA Ret  | JPN 17  | AUS 3    | MAL 2    | VAL 4    |          |        |     |     | 6.º  | 159  |
| 2016 | Moto3  | KTM         | QAT 2   | ARG 3    | AME 3     | SPA 1    | FRA 1   | ITA 1    | CAT 2     | NED 12   | GER 8    | AUT 2    | CZE Ret  | GBR 1   | RSM 1  | ARA 2    | JPN 2   | AUS 1    | MAL 17   | VAL 1    |          |        |     |     | 1.º  | 319  |
| 2017 | Moto2  | KTM         | QAT 20  | ARG 9    | AME       | SPA      | FRA     | ITA 10   | CAT 17    | NED 13   | GER 7    | CZE 12   | AUT 7    | GBR 9   | RSM 4  | ARA 5    | JPN Ret | AUS 2    | MAL 2    | VAL 3    |          |        |     |     | 8.º  | 125  |
| 2018 | Moto2  | KTM         | QAT 6   | ARG Ret  | AME 6     | SPA 6    | FRA 9   | ITA 6    | CAT 6     | NED 7    | GER 1    | CZE 6    | AUT 6    | GBR C   | RSM 8  | ARA 1    | THA 4   | JPN 5    | AUS 1    | MAL 8    | VAL Ret  |        |     |     | 3.º  | 201  |
| 2019 | Moto2  | KTM         | QAT 12  | ARG 6    | AME Ret   | SPA 5    | FRA 4   | ITA 15   | CAT 11    | NED 2    | GER 2    | CZE Ret  | AUT 1    | GBR 3   | RSM 6  | ARA 1    | THA 2   | JPN 12   | AUS 1    | MAL 1    | VAL 1    |        |     |     | 2.º  | 259  |
| 2020 | MotoGP | KTM         | QAT C   | SPA 13   | AND Ret   | CZE 1    | AUT 4   | EST 8    | RSM 12    | ERM Ret  | CAT 11   | FRA 12   | ARA 11   | TER Ret | EUR 7  | VAL 5    | POR Ret |          |          |          |          |        |     |     | 11.º | 87   |
| 2021 | MotoGP | KTM         | QAT 14  | DOH 8    | POR 5     | SPA Ret  | FRA 13  | ITA 5    | CAT 8     | GER 4    | NED 12   | EST 4    | AUT 1    | GBR 6   | ARA 7  | RSM 9    | AME 9   | ERM 11   | ALG 10   | VAL 7    |          |        |     |     | 6.º  | 151  |
| 2022 | MotoGP | KTM         | QAT 2   | INA 8    | ARG 6     | AME 12   | POR Ret | SPA 10   | FRA 8     | ITA 7    | CAT 8    | GER 7    | NED 5    | GBR 11  | AUT 7  | RSM 8    | ARA 4   | JPN 2    | THA 10   | AUS 10   | MAL 8    | VAL 2  |     |     | 6.º  | 188  |
| 2023 | MotoGP | KTM         | POR 612 | ARG 171  | AME 135   | SPA 21   | FRA 62  | ITA 511  | GER Ret6  | NED 45   | GBR 39   | AUT 2    | CAT Ret4 | RSM 145 | IND 4  | JPN Ret2 | INA 619 | AUS 4C   | THA 32   | MAL Ret5 | QAT 57   | VAL 32 |     |     | 4.º  | 293  |
| 2024 | MotoGP | KTM         | QAT 2   | POR 4Ret | AME 912   | SPA 6Ret | FRA 815 | CAT 8Ret | ITA 106   | NED 6    | GER 98   | GBR Ret4 | AUT 57   | ARA 46  | RSM 47 | ERM 196  | INA 813 | JPN 6Ret | AUS 7Ret | THA 69   | MAL Ret7 | SLD 69 |     |     | 5.º  | 217  |
| 2025 | MotoGP | KTM         | THA 8   | ARG 7DNS | AME Ret12 | QAT 1314 | SPA 611 | FRA Ret  | GBR 14Ret | ARA Ret9 | ITA 9Ret | NED 1110 | GER 76   | CZE 810 | AUT 75 | HUN      | CAT     | RSM      | JPN      | INA      | AUS      | MAL    | POR | VAL | 11.º | 82   |

| Color     | Resultado                                                               |
| --------- | ----------------------------------------------------------------------- |
| Oro       | Ganador                                                                 |
| Plata     | 2.ª plaza                                                               |
| Bronce    | 3.ª plaza                                                               |
| Verde     | Finalizó en los puntos                                                  |
| Azul      | Finalizó sin puntos                                                     |
| Azul      | NC - No clasificado                                                     |
| Violeta   | Ret - No terminó (Carrera)                                              |
| Rojo      | DNQ - No se clasificó                                                   |
| Negro     | DSQ - Descalificado                                                     |
| Blanco    | DNS - No empezó (carrera)                                               |
| Blanco    | WD - Retirado (fin de semana)                                           |
| Blanco    | C - Carrera cancelada                                                   |
| Sin color | DNP - Inscrito pero no participó                                        |
| Sin color | INJ - Lesionado                                                         |
| Sin color | EX - Excluido                                                           |
| Estado    | Resultado                                                               |
| Negrita   | Pole position                                                           |
| Cursiva   | Vuelta rápida                                                           |
| x         | Posición en carrera sprint                                              |
| †         | Abandona, pero clasifica al completar el porcentaje requerido para ello |

## Títulos
| Predecesor: Danny Kent | Campeón Mundial de Moto3 2016 | Sucesor: Joan Mir |